# Frontière dangereuse
Pour plus de détails, voir Fiche technique et Distribution.
Frontière dangereuse (Across the Bridge) est un film britannique réalisé par Ken Annakin, sorti en 1957.

## Synopsis
Carl Schaffner, un homme d'affaires, est à New-York quand il apprend que son bureau à Londres a été perquisitionné par la police qui le recherche pour détournement de fonds. Carl Schaffner décide de se rendre au Mexique en train, car en avion il existe des listes de passagers. Au cours du voyage, il découvre que sa photo est parue dans les journaux. Il décide alors de droguer un de ses compagnons de voyage, Paul Scarff, qui lui ressemble un peu, car celui-ci a un passeport mexicain. Après l'avoir jeté hors du train, il pense être tranquille.
Arrivé au Mexique, il se voit obligé de récupérer le chien de sa victime afin de garder sa nouvelle identité. Il découvre bientôt qu'en fait Scarff est recherché par la police mexicaine car il a tué un gouverneur. 
Son destin va finalement être lié à ce chien.

## Fiche technique
- Titre original : Across the Bridge
- Titre français : Frontière dangereuse
- Réalisation : Ken Annakin
- Scénario : Guy Elmes, Denis Freeman, d'après une nouvelle de Graham Greene
- Direction artistique : Cedric Dawe
- Décors : Peter Murton
- Costumes : Joan Ellacott
- Photographie : Reginald Wyer
- Son : Dudley Messenger, Gordon K. McCallum
- Montage : Alfred Roome
- Musique : James Bernard
- Production exécutive : Earl St. John
- Production  : John Stafford
- Société de production : Independent Film Producers, The Rank Organisation
- Société de distribution : J. Arthur Rank Film Distributors
- Pays de production :  Royaume-Uni
- Langue originale : anglais
- Format : Noir et blanc  — 35 mm — 1,75:1 — son mono
- Genre : Thriller
- Durée : 103 minutes
- Dates de sortie : 
  - Royaume-Uni : 20 août 1957
  - France : 9 mai 1958

## Distribution
- Rod Steiger : Carl Schaffner
- David Knight : Johnny
- Noel Willman : le chef de la police
- Marla Landi (en) : Mary
- Bernard Lee : inspecteur chef Hadden
- Eric Pohlmann : sergent de police
- Alan Gifford : Cooper
- Ingeborg von Kusserow : Mme Scarff
- Bill Nagy : Paul Scarff
- Faith Brook : Kay
- Marianne Deeming : Anna
- Stanley Maxted : Milton

et le chien Dolores